# Kosovski komitet
Komitet narodne obrane Kosova, poznatiji kao Kosovski komitet, osnovan je 1918. u cilju izdvajanja teritorija naseljenih Albancima (Kosova, zapadne Makedonije i dijelova Sandžaka) iz novoformirane Kraljevine Srba, Hrvata i Slovenaca i za njihovo pripajanje Albaniji.
Kosovski komitet je okupljao albanske kosovske prvake koji su se nakon 1918. nalazili u egzilu u Albaniji (Hasan Priština, Bajram Curi i dr). Oni su kontaktirali s mnogim utjecajnim ličnostima u Europi. Bajram Curi je imao prepisku čak i s Lenjinom. O njemu je pohvalno pisao hrvatski političar Stjepan Radić, opisujući ga kao „neustrašivog branitelja albanske neovisnosti od svačije pohlepe“.
Komitet je primao značajnu pomoć u novcu i oružju od Talijana, a uspostavio je i suradnju s crnogorskom emigracijom okupljenom oko kralja Nikole i Unutrašnjom makedonskom revolucionarnom organizacijom. U siječnju 1920. godine su dva članak Komiteta postali ministri u Albaniji, a sredinom ljeta iste godine jedan od njihovih vođa, Bajram Curi, postaje ministar Vojske Albanije, što dovodi do velike zategnutosti srpsko-albanskih odnosa.
Ideje Kosovskog komiteta imale su velikog utjecaja na kačake. U 1921. godini su učestali kačački napadi na suradnike jugoslavenske vlasti kao što su: kmetovi, panduri, predsjednici općina i drugi. Krajem rujna 1924. godine srpska vojska je u velikoj akciji uz opsežnu upotrebu topništva razbila većinu kačačkih odreda i likvidirala njihove vođe. Hasan Priština je 1924. u Društvu naroda u Ženevi govorio o teroru koji nad Albancima sprovodi beogradski režim.